# Victor Malmström
Victor Malmström (* 8. Februar 1991) ist ein finnischer Skirennläufer. Seine stärksten Disziplinen sind der Slalom und der Riesenslalom.

## Biografie
Victor Malmström startet seit der Saison 2006/2007 in FIS-Rennen sowie bei den finnischen Meisterschaften. Nach mehreren Podestplätzen und ersten Siegen in FIS-Rennen ist er seit der Saison 2009/2010 auch im Europacup am Start. Sein erstes Top-10-Ergebnis war ein siebenter Platz im Riesenslalom von Oberjoch am 11. Februar 2010. Sonst kam er aufgrund zahlreicher Ausfälle bis Ende der Saison 2011/2012 im Europacup nur selten unter die besten 30. Bei Juniorenweltmeisterschaften, an denen er von 2009 bis 2011 teilnahm, waren seine besten Resultate der fünfte Platz im Riesenslalom 2010 sowie zwei zehnte Plätze in der Kombination 2009 und im Riesenslalom 2011. Im April 2010 wurde er Finnischer Meister im Slalom.
Am 15. November 2009 nahm Malmström im Slalom von Levi erstmals an einem Weltcuprennen teil. Bisher kam er aber bei keinem seiner sporadischen Weltcup-Slalomstarts bis in den zweiten Durchgang. Dennoch kam er auch bei den Weltmeisterschaften 2011 in Garmisch-Partenkirchen im Slalom zum Einsatz, wo er zwar als einziger der vier finnischen Starter im ersten Durchgang das Ziel sah, danach aber im zweiten Durchgang ebenfalls ausfiel. Zu Beginn der Saison 2012/13 feierte Malmström seinen ersten Europacupsieg, als er den zweiten Riesenslalom in Levi für sich entschied.

## Erfolge

### Juniorenweltmeisterschaften
- Garmisch-Partenkirchen 2009: 10. Kombination, 21. Riesenslalom, 29. Slalom, 33. Super-G, 50. Abfahrt
- Mont Blanc 2010: 5. Riesenslalom, 32. Abfahrt, 35. Super-G
- Crans-Montana 2011: 10. Riesenslalom, 36. Super-G, 37. Abfahrt

### Europacup
- Saison 2012/13: 2. Riesenslalomwertung
- 3 Podestplätze, davon 1 Sieg:

| Datum             | Ort  | Land     | Disziplin    |
| ----------------- | ---- | -------- | ------------ |
| 22. November 2012 | Levi | Finnland | Riesenslalom |

### Weitere Erfolge
- Finnischer Meister im Slalom 2010
- 7 Siege in FIS-Rennen